# Dinastía XXI de Egipto
La Dinastía XXI o Vigesimoprimera Dinastía transcurre de ca. 1070 a 945 a. C. (von Beckerath), dando comienzo al Tercer periodo intermedio de Egipto. 
Reinando Ramsés XI, hacia 1070 a. C., Herihor, que era el jefe del ejército, chaty del Alto Egipto, virrey de Nubia y Sumo sacerdote de Amón, se autoproclamó rey de Egipto en Tebas, aunque solo tuvo influencia sobre su región. A la vez, Esmendes, chaty del Bajo Egipto, el delta del Nilo, inició un segundo linaje de gobernantes, con capital en Tanis. Esta familia de mandatarios fue denominada por Manetón la dinastía XXI.

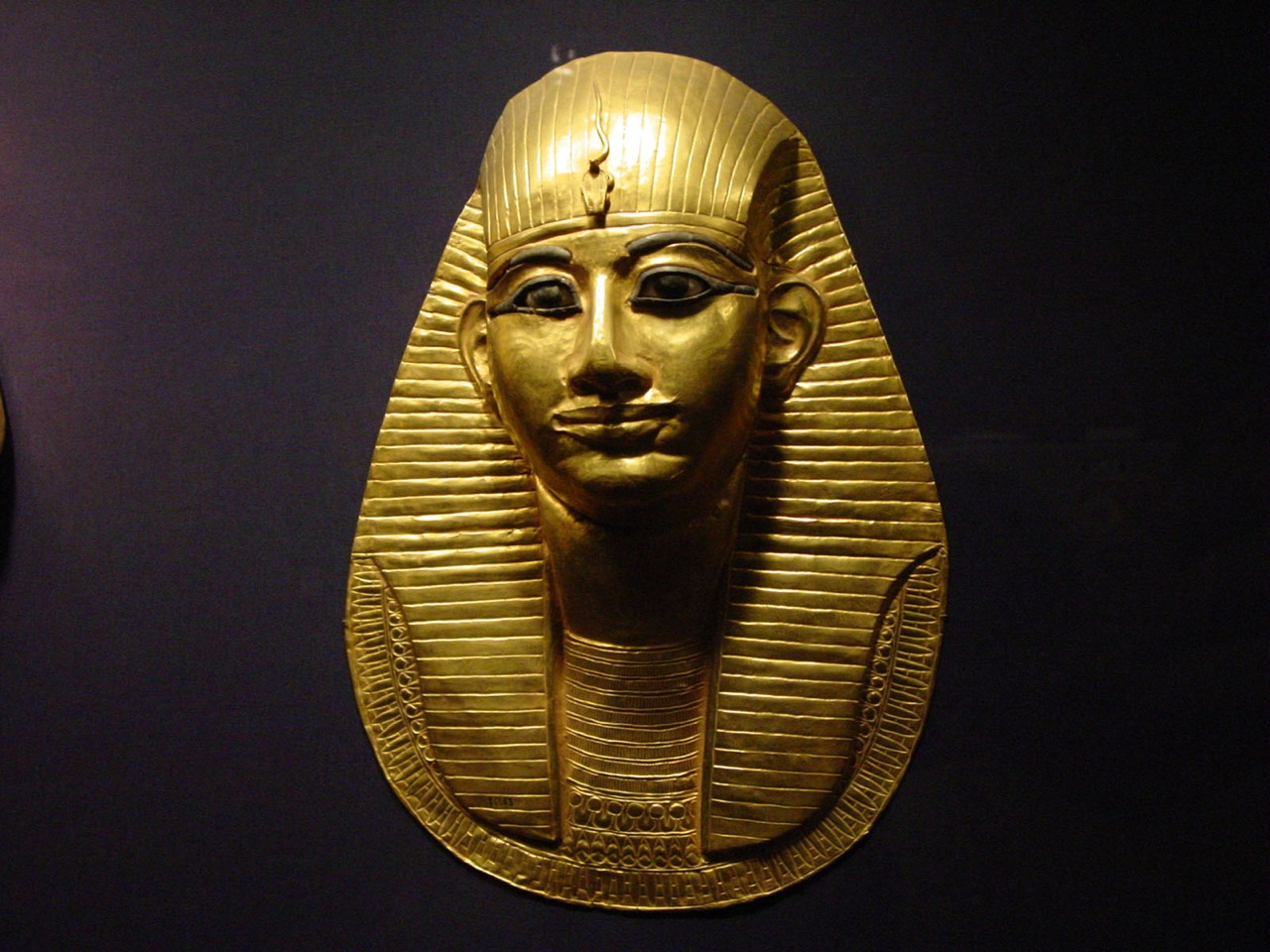
Máscara funeraria de Amenemope. Museo Egipcio de El Cairo.

En esta época los israelitas, dirigidos por David, finalizan la disputa con Siria, derrotan a los filisteos, someten a las pequeñas naciones vecinas y fundan un imperio israelita que llegaría desde la península del Sinaí hasta el norte del río Éufrates, incluyendo casi toda la costa oriental del mar Mediterráneo.

## Faraones de la dinastía XXI en Tanis

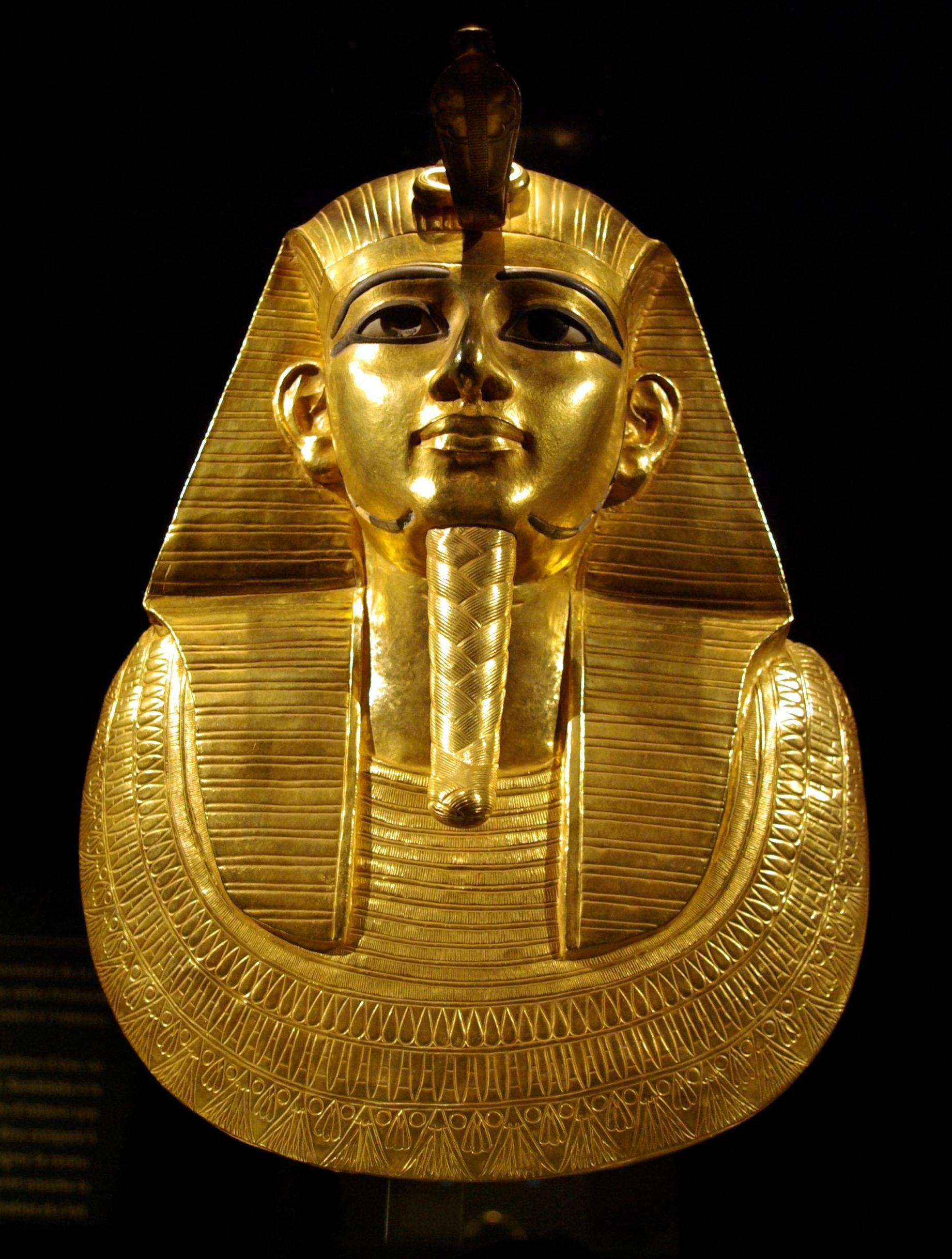
Máscara funeraria de Psusenes I.

Linaje de faraones con capital en Tanis:
| Nombre común | Nombre de Nesut-Bity | Nombre de Sa-Ra | Comentarios | Gobierno (± 50 años) |
| ------------ | -------------------- | --------------- | ----------- | -------------------- |
| Esmendes I   | Hedyjeperra          | Nesbanebdyedet  |             | 1069-1043 a. C.      |
| Neferjeres   | Neferkara            | Amenemnesu      |             | 1043-1039 a. C.      |
| Psusenes I   | Ajeperra             | Pasebajaenniut  |             | 1039-991 a. C.       |
| Amenemope    | Usermaatra           | Amenemopet      |             | 993-984 a. C.        |
| Osocor       | Ajeperra             | Osorkon         |             | 984-978 a. C.        |
| Siamón       | Necherjeperra        | Siamon          |             | 978-959 a. C.        |
| Psusenes II  | Titjeperura          | Pasebajaenniut  |             | 959-945 a. C.        |

## Sumos sacerdotes de Amón en Tebas

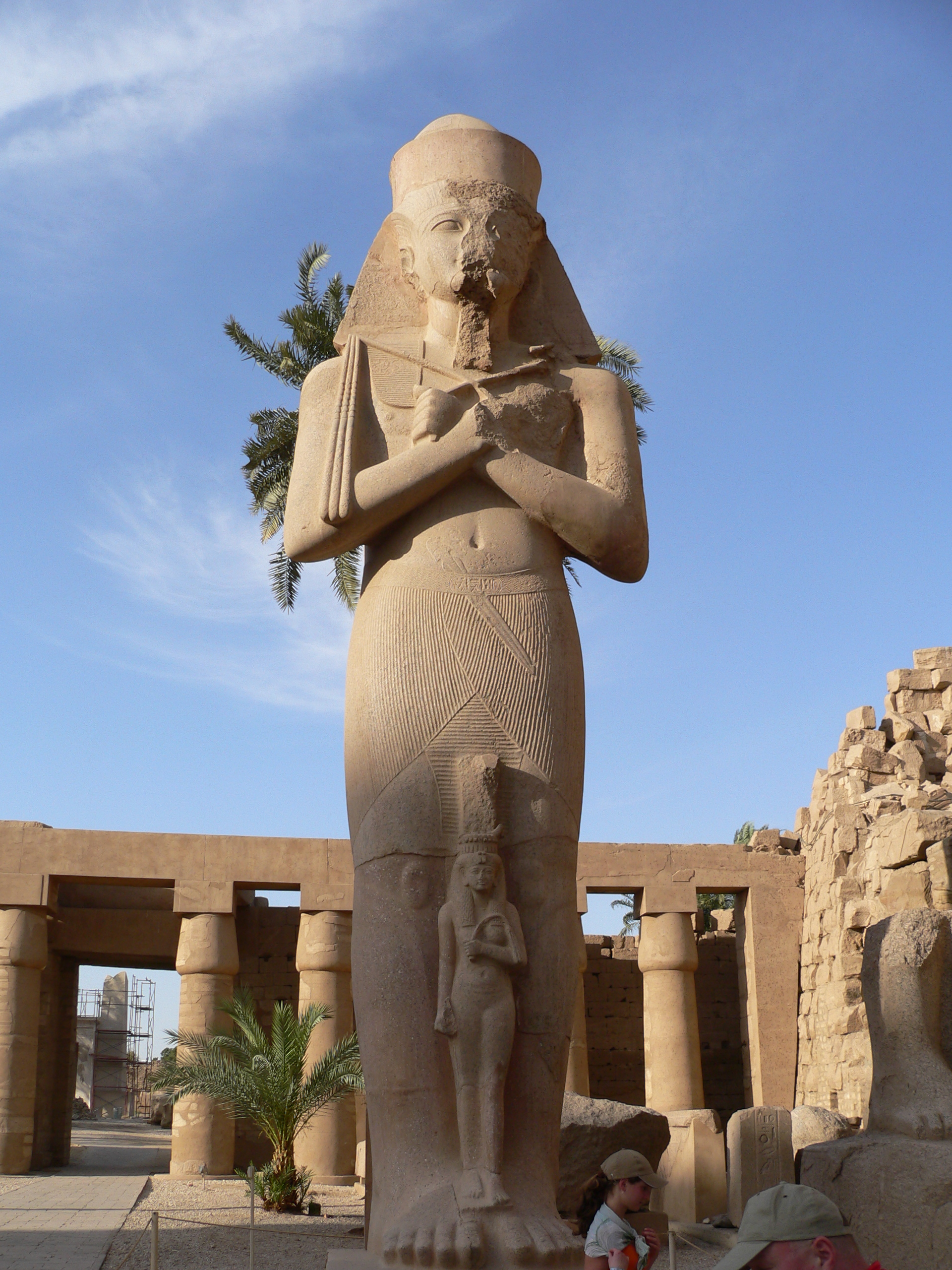
Pinedyem I (Amón) Karnak.

Los sumos sacerdotes de Amón (varios serán faraones posteriormente) con sede en Tebas son:
| Nombre común   | Nombre de Trono        | Nombre de Nacimiento    | Comentarios                  | Sacerdocio (± 50 años) |
| -------------- | ---------------------- | ----------------------- | ---------------------------- | ---------------------- |
| Herihor        | Hemnecher Tepienamón   | Herihor Siamón          |                              | 1080-1074 a. C.        |
| Pianj          |                        | Pianj                   |                              | 1074-1070 a. C.        |
| Pinedyem I     | Jeperjaura Setepenamón | Pinedyem Meryamón       |                              | 1070-1032 a. C.        |
| Masaharta      |                        | Masaharta               |                              | 1054-1046 a. C.        |
| Dyedjonsuefanj | Dyedjonsuefanj         |                         |                              | 1046-1045 a. C.        |
| Menjeperra     | Hemnecher Tepienamón   | Menjeperra              |                              | 1045-992 a. C.         |
| Esmendes II    | Nesubanebdyedet        |                         |                              | 992-990 a. C.          |
| Pinedyem II    |                        | Pinedyem                |                              | 990-969 a. C.          |
| Psusenes III   | Titjeperura Setepenra  | Pasebajaenniut Meryamón | Posiblemente fue Psusenes II | 969-945 a. C.          |

## Cronología de la dinastía XXI
Cronología estimada por los siguientes egiptólogos: 
- Primer faraón: Esmendes I
  - 1085-1054 (Drioton)
  - 1081-1055 (Redford)
  - 1080-1069 (Norden)
  - 1070/69-1044/43 (von Beckerath)
  - 1069-1043 (Málek, Grimal, Arnold, Shaw)
  - 1064-1038 (Dodson)

- Último faraón: Psusenes II
  - 965-931 (Redford)
  - 960/59-946/45 (von Beckerath)
  - 959-945 (Grimal, Arnold, Shaw)
  - 945-940 (Dodson)

## Cronología de los sumos sacerdotes de Amón
Cronología estimada por los siguientes egiptólogos: 
- Primer sumo sacerdote: Herihor, 1076-1066 (Jensen-Winkeln)

- Último sumo sacerdote: Psusenes III, c. 969-945 a. C.